# Elmer Andersen
Elmer Lee Andersen (ur. 17 czerwca 1909, zm. 15 listopada 2004) – amerykański polityk, biznesmen, filantrop, gubernator stanu Minnesota.

## Życiorys
W 1931 roku ukończył studia na Uniwersytecie Minnesoty. Karierę w biznesie rozpoczynał od pracy sprzedawcy, dochodząc z czasem do pozycji właściciela i prezesa firmy Fuller Brush. Z ramienia Partii Republikańskiej pełnił urząd gubernatora Minnesoty od 2 stycznia 1961 do 25 marca 1963 (w latach 60. kadencje gubernatorskie w USA trwały dwa lata). Przeszedł do historii jako gubernator Minnesoty, który przegrał walkę o reelekcję najmniejszą różnicą głosów (Karl Fritjof Rolvaag uzyskał 91 głosów więcej, z prawie półtora miliona głosujących). Po przejściu na emeryturę był wydawcą lokalnych gazet w stanie Minnesota.
Przez całe życie zbierał książki. Swój zbiór (12 500 woluminów, w tym wiele bardzo cennych) przekazał Uniwersytetowi Minnesoty. Imię Elmera Andersena nosi nowa biblioteka tej uczelni.
Był autorem autobiograficznej książki A Man’s Reach (2000), wydano także zbiór jego artykułów Views form the Publisher’s Desk.
Do końca życia pozostał członkiem Partii Republikańskiej, wielokrotnie jednak wypowiadał się przeciwko konserwatyzmowi partii. W wyborach 2004 poparł kandydaturę demokraty Johna Kerry’ego w wyborach prezydenckich.
W latach 1951–1955 gubernatorem Minnesoty był inny polityk republikański o podobnym nazwisku, C. Elmer Anderson.